# ما يعرفه الموتى (رواية)
ما يعرفه الموتى هي رواية جريمة وإثارة للكاتبة الأمريكية لورا ليبمان ، صدرت عام 2007. تدور أحداث القصة في بالتيمور عام 2005، حول تحقيق مع امرأة تدعي أنها هيذر بيثاني، وهي فتاة اختفت قبل ثلاثين عامًا. فازت الرواية بجائزة كويل لعام 2007 في فئة الغموض/التشويق/الإثارة، وبجائزة أنتوني لأفضل رواية لعام 2008.

## الشخصيات الرئيسية، كما قدمت لأول مرة:
- عائلة بيثاني: ديف وميريام (نيي تولز)؛ بنات هيذر وصني.
- بينيلوبي جاكسون - المالك المسجل لسيارة حادث الطريق السريع.
- المحقق كيفن إنفانتي – المحقق الرئيسي.
- هارولد لينهاردت - مرافق إنفانتي.
- غلوريا بوستامانتي - محامية.
- نانسي بورتر - باحثة شرطة وشريكة الشرطة السابقة لإنفانتي.
- كاي سوليفان – أخصائية اجتماعية في مستشفى سانت أغنيس؛ للطفلين سيث وجريس.
- دكتور شومير – طبيب نفسي في مستشفى سانت أغنيس.
- تشيستر "تشيت" ويلوبي الرابع - محقق متقاعد.
- ستان دنهام - مالك عقار سابق في بنسلفانيا.
- ايرين - أم بالتبني.
- توني دنهام - رجل قتل في حريق منزل في فلوريدا.
- روي بينتشاريلي – مدرس موسيقى.
- جو - صاحب معرض فني.
- خافيير – موظف معرض فني.
- جيف وتيلما بومغارتن – زوجان
- روث ليبيج - فتاة مدرسة أوهايو.
- إستيل وهيرب تورنر – روحانيون
- بريسيلا "سيل" براون - موظفة في مطعم "سويس كولوني".